# تشارلز إف. ستيفنز
تشارلز إف. ستيفنز (بالإنجليزية: Charles F. Stevens)‏ هو عالم أعصاب أمريكي، ولد في 1934 في شيكاغو في الولايات المتحدة.